# Prográmaton revisitado
Prográmaton Revisitado es un álbum recopilatorio que contiene las canciones grabadas en 2012 a 2013 en formato de remezcla de la banda de rock alternativo Zoé, lanzado al mercado el 2 de junio de 2015 a través Universal Music Group de México (antes EMI Music México). El álbum contiene nuevas versiones de las canciones anteriormente lanzadas en el álbum Prográmaton, que fue lanzado a la venta a finales del 2013.

## Información general
Repitiendo la fórmula de Reptilectric revisitado, los mexicanos se dieron a la tarea de juntar a varios artistas de talla internacional como Tricky, Babasónicos, Little Dragon etc para realizar Prográmaton Revisitado.
Sedantes fue realizado por Rey Pila es uno de ellos, pues las guitarras y Percusiones de la canción original quedan a un lado para añadir distorsiones a la voz de León Larregui y jugar mucho con los Sintetizadores.

## Lista de Canciones[2]
1. Fin de Semana - RAC, producción y mezcla.
2. Dos Mil Trece - Astro, producción y mezcla.
3. Andrómeda - Poolside, producción y mezcla.
4. Sedantes - Rey Pila, producción y mezcla.
5. Cámara Lenta - AJ Dávila, producción y mezcla.
6. 10 A.M - Bosco Delrey, producción y mezcla.
7. Game Over Shangai - Versión de Babasónicos.
8. Ciudades Invisibles - Little Dragon, producción y mezcla.
9. Panoramas - El Columpio Asesino, producción y mezcla.
10. Altamar - UN, producción y mezcla.
11. S.O.S - Tricky, producción y mezcla.
12. Arrullo de Estrellas - Daniel Melero, producción y mezcla.
13. Ciudades Invisibles - Superpoze, producción y mezcla.
14. Dos Mil Trece - Capri, producción y mezcla.
15. Panoramas - Teen Flirt, producción y mezcla.
16. Andrómeda - Pensamiento Alienígena Bomba Estéreo, producción y mezcla.
17. Sedantes - Pachanga Boys, producción y mezcla.
18. Arrullo de Estrellas - Zombies In Miami, producción y mezcla.
19. 10 A.M - Delorean, producción y mezcla.
20. Game Over Shagai - Disco Ruido, producción y mezcla.
21. Fin de Semana - Dorian, producción y mezcla.
22. Cámara Lenta - Museum Of Love, producción y mezcla.
23. Altamar - Helado Negro, producción y mezcla.
24. S.O.S - Jonas Reindhardt, producción y mezcla.